# Portunus (Romeinse god)

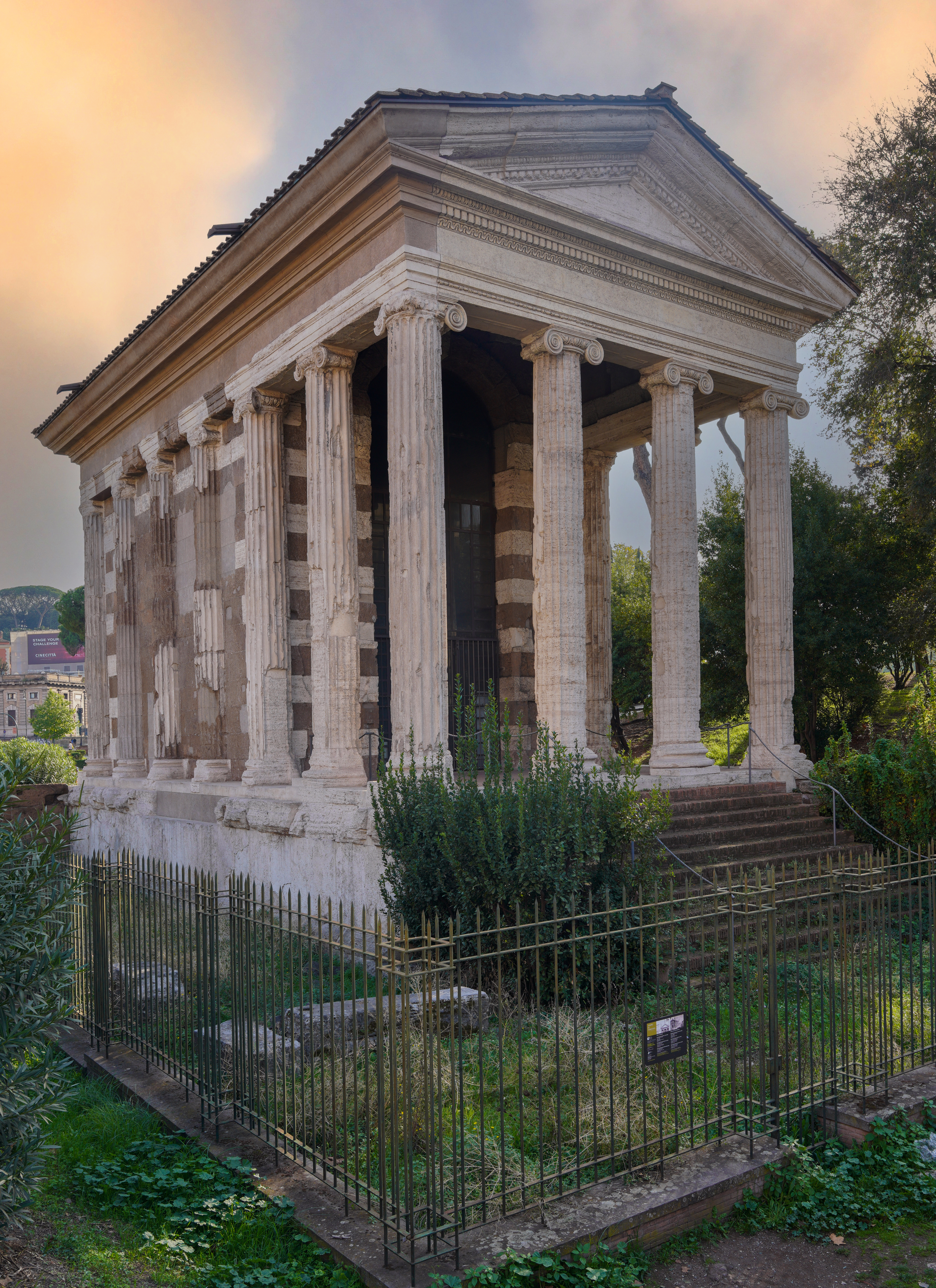
Portunustempel op het Forum Boarium

Portunus was in de Romeinse mythologie de god van de haven (Latijn = portus).
Hij behoort tot de oudste Romeinse goden: de oudste vermelding dateert uit de 6e eeuw v.Chr.. Als attribuut houdt hij een sleutel in zijn hand. Mater Matuta gold als zijn moeder. Hij werd wel gelijkgesteld met de Griekse zeegod Palaemon. 
Een feest ter ere van Portunus, de Portunalia of Portumnalia, werd gevierd op 17 augustus. Hierbij werden sleutels gegooid. Hoe precies is niet helemaal duidelijk: ofwel in een vuur om ze tegen het kwaad te beschermen, ofwel op het forum als een zoenoffer.
Op het Forum Boarium in Rome staat een goed bewaarde tempel, die zeer waarschijnlijk aan Portunus was gewijd. Ook de tempel in het midden van het zogenaamde Forum van de Corporaties in Ostia was waarschijnlijk aan Portunus gewijd.